# José Martínez Díaz
José Víctor Martínez Díaz (Curicó, 18 de marzo de 1991) es un futbolista chileno que juega como volante o lateral por la izquierda, actualmente milita en Deportes Santa Cruz de la Primera B de Chile.

## Trayectoria

### Universidad Católica
Se incorporó al primer equipo en el 2010, obteniendo el título de campeón del Torneo Nacional, como alternativa por la banda izquierda después de los laterales izquierdos titulares.
Logró obtener cierta regularidad durante 2011, jugando varios partidos en los torneos Apertura y Clausura.
Se coronó campeón con la UC en la Copa Chile 2011, jugando 6 partidos, todos de titular.
De cara al año 2012, es enviado en calidad de préstamo a San Marcos de Arica, por un año, en la Primera B.

### San Marcos de Arica
Llega como un refuerzo de mucha calidad, el técnico lo toma en cuenta y es titular indiscutido por la banda izquierda. Hace su debut contra Everton. Posteriormente juega todos los partidos del Apertura de la Primera B.
El 17 de junio de 2012 se corona campeón del Campeonato Apertura Primera B 2012, dando la vuelta olímpica junto con todos sus compañeros.

## Selección nacional

### Sudamericano Sub-20 Perú 2011
Convirtió el segundo gol en el primer partido de la Selección de Chile en el Sudamericano Sub-20 de 2011 realizado en Perú, en la victoria sobre el local Perú por 2 a 0. El tanto, lo hizo al minuto 60 de partido en donde ingresó en el entretiempo por su compañero Alejandro Márquez.

### Partidos internacionales
| Partidos internacionales | Partidos internacionales | Partidos internacionales                                         | Partidos internacionales | Partidos internacionales | Partidos internacionales | Partidos internacionales | Partidos internacionales | Partidos internacionales | Partidos internacionales |
| N.º                      | Fecha                    | Estadio                                                          | Local                    | Resultado                | Visitante                | Goles                    | Asistencias              | DT                       | Competición              |
| ------------------------ | ------------------------ | ---------------------------------------------------------------- | ------------------------ | ------------------------ | ------------------------ | ------------------------ | ------------------------ | ------------------------ | ------------------------ |
| 1                        | 20 de enero de 2010      | Estadio Bicentenario Francisco Sánchez Rumoroso, Coquimbo, Chile | Chile                    | 2-1                      | Panamá                   |                          |                          | Marcelo Bielsa           | Amistoso                 |
| 2                        | 30 de junio de 2010      | Estadio Ester Roa Rebolledo, Concepción, Chile                   | Chile                    | 3-0                      | Israel                   |                          |                          | Marcelo Bielsa           | Amistoso                 |
| Total                    | Total                    | Total                                                            | Presencias               | 2                        | Goles                    | 0                        |                          |                          |                          |

| Selección chilena | Selección chilena | Selección chilena |
| Año               | Partidos          | Goles             |
| ----------------- | ----------------- | ----------------- |
| 2010              | 2                 | 0                 |
| Total             | 2                 | 0                 |

## Clubes
| Club                  | País  | Año       |
| --------------------- | ----- | --------- |
| Universidad Católica  | Chile | 2009-2011 |
| San Marcos de Arica   | Chile | 2012      |
| Coquimbo Unido        | Chile | 2013-2014 |
| Everton               | Chile | 2014-2015 |
| Deportes Puerto Montt | Chile | 2015-2016 |
| San Marcos de Arica   | Chile | 2016-2017 |
| Magallanes            | Chile | 2018      |
| Unión San Felipe      | Chile | 2019      |
| Barnechea             | Chile | 2020-2021 |
| Deportes Santa Cruz   | Chile | 2021      |

## Palmarés

### Campeonatos nacionales
| Título                    | Equipo               | País  | Año  |
| ------------------------- | -------------------- | ----- | ---- |
| Primera División de Chile | Universidad Católica | Chile | 2010 |
| Copa Chile                | Universidad Católica | Chile | 2011 |
| Primera B                 | San Marcos de Arica  | Chile | 2012 |

- Datos: Q5549378